# Plumatella javanica
Espèce
Plumatella javanica est une espèce de bryozoaires d'eau douce de la famille des Plumatellidae.

## Description
Plumatella javanica fait partie de la petite centaine d'espèces de de bryozoaire d'eau douce avec 74 espèces de phylactolaemates et 20 gymnolaemates selon les données revues en 2008 par Jos A. Massard et Gaby Geimer (d),.
L’espèce ne peut pas être identifiée facilement. Les critères d’identifications sont la taille, la forme et les motifs de ses propagules (statoblastes), flottoblastes (statoblastes à anneau flottant) qui doivent être observés au microscope optique ou au microscope électronique.

## Classification
Le nom valide complet (avec auteur) de ce taxon est Plumatella javanica Kraepelin, 1906,.

### Étymologie
Son épithète spécifique, javanica, fait référence sa localité type, l'île de Java (Indonésie), où les spécimens ont été collectés dans un étang près de Garut.

### Publication originale
- (de) K. Kraepelin, « Eine Siisswasser Bryozoe (Plumatella) aus Java », Mitteilungen aus dem Naturhistorischen Museum in Hamburg, Allemagne, vol. 23,‎ 1906, p. 143-146 (lire en ligne, consulté le 1er août 2024).

### Guide ou clés de détermination
- Mundy - Clé de détermination des bryozoaires anglais et européens
- Wood II - [Nouvelle clé de détermination des bryozoaires anglais, irlandais et d'Europe continentale] (A new key to the freshwater bryozoans of Britain, Ireland and Continental Europe)
- (en) Jos. A. Massard et Gaby Geimer, « Global diversity of bryozoans (Bryozoa or Ectoprocta) in freshwater: an update », Bulletin de la Société des naturalistes luxembourgeois, Luxembourg, vol. 109,‎ octobre 2008, p. 139-148 (ISSN 2716-750X, lire en ligne, consulté le 1er août 2024).